# Yuka Kitamura
Pour les articles homonymes, voir Kitamura.
Yuka Kitamura est une compositrice de jeu vidéo japonaise active depuis les années 2010.
Elle est notamment connue pour sa collaboration avec le studio FromSoftware, pour lequel elle a créé ou participé à la création des bandes originales des jeux Dark Souls II (2014), Dark Souls III (2016), Bloodborne (2015) et Elden Ring (2022). Pour ce dernier, ses compositions lui ont valu des nominations pour la meilleure musique de jeu vidéo aux cérémonies des Game Awards 2022, British Academy Games Awards 2022 et Game Developers Choice Awards 2023.

## Biographie
En 2011, Yuka Kitamura est engagée par le studio FromSoftware, dont elle va devenir une des « figure indissociables » au cours de la décennie. Ses premiers travaux portent sur les jeux Mobile Suit Gundam Unicorn et Armored Core: Verdict Day. Par la suite, elle est engagée sur toutes les œuvres de type « soulsborne » du studio, avec notamment la série des Dark Souls.
En 2015, elle apparaît comme première compositrice sur Bloodborne ; ses partitions sont interprétées par l'Orchestre philharmonique de Tokyo. La bande originale, louée par le site spécialisé Kotaku, repose sur l'alternance de silences ou de partitions à la tranquillité menaçante avec des envolées grandioses et effrayantes. Pour le titre Ebrietas, Daughter of Cosmos, elle témoigne d'ailleurs avoir ressenti « les notions d'univers, de finalité, de quelque chose de divin et de nombreuses visions de fin du monde ».
Au fil de ses contributions, sa notoriété grandit, et elle apparaît au début des années 2020 comme une compositrice de renom, dont les collaborations sur de nouveaux jeux font les titres de la presse. Pour Elden Ring (2022), qui reçoit de nombreuses récompenses de meilleur jeu de l'année, elle est notamment l'autrice du thème de la boss Malenia, ainsi que des titres Great Underground Rivers et Catacombs.
En 2021, elle participe à un album aux accents bien différents, non vidéoludique et plus chaleureux, en collaborant sur Seasons avec Alex Roe.
En 2023, alors qu'elle tient le rôle de compositrice principale chez FromSoftware, elle annonce son départ du studio japonais afin de continuer sa carrière en tant que compositrice indépendante. Elle indique souhaiter composer davantage de partitions orchestrales et folkloriques.
En 2024, elle collabore à l'album-anniversaire des cinq ans du jeu Arknights (2019) avec trois titres : Cries of the Cinderbringer, RATIO ULTIMA et Succession. L'album est publié en mai 2024 sous le label officiel de l'éditeur du jeu Hypergryph, 塞壬唱片-MSR.

## Style
Ses compositions se distinguent par leur caractère anxiogène et tendu, qui accompagne les mises en scène vidéoludiques souvent inquiétantes et violentes des jeux du studio FromSoftware. La radio NTS Radio note ainsi que ses partitions ont accompagné les morts virtuelles de millions de joueurs. Le site spécialisé Gamekult juge qu'elle « excelle dans le registre de la fantasy sombre inhérent aux jeux d'Hidetaka Miyazaki. ».

## Compositions
- 2012 : Mobile Suit Gundam Unicorn
- 2013 : Armored Core: Verdict Day
- 2014 : Dark Souls II
- 2015 : Bloodborne
- 2016 : Dark Souls III
- 2018 : Déraciné
- 2019 : Sekiro: Shadows Die Twice
- 2022 : Elden Ring
- 2024 : Arknights
- 2025 : L'Atelier des Sorciers

## Nominations
Le travail de Yuka Kitamura est à plusieurs reprises nommé dans la catégorie de la meilleure musique dans les cérémonies de récompenses de l'industrie vidéoludique, aux côtés des autres compositeurs ayant œuvré sur les jeux de FromSoftware :
- Golden Joystick Awards 2015 : meilleure musique pour Bloodborne
- The Game Awards 2022 : meilleure musique pour Elden Ring[9]
- British Academy Games Awards 2022 : meilleure musique pour Elden Ring
- Game Developers Choice Awards 2023 : meilleure musique pour Elden Ring